# Росен Тодоров
Росен Тинков Тодоров е български офицер, полковник, заместник-началник на Националната служба за охрана.

## Биография
Роден е на 13 юни 1968 г. в Брезник. През 1990 г. завършва специалност „войсково разузнаване“ във Висшето народно военно училище „Васил Левски“. От 1990 до 1992 г. е офицер-парашутист. През 1992 г. започва работа в Национална служба за охрана като разузнавач. След това преминава последователно през длъжностите инспектор, старши инспектор, главен инспектор, началник на група и на сектор. От септември 2016 г. е началник на отдел 03. През 2016 г. завършва курс за планиране на отбраната в стратегическите и оперативни звена на ВС във Военната академия. С указ от 17 септември 2016 г. е назначен за заместник-началник на Националната служба за охрана. От 31 август 2019 г. е назначен за временно изпълняващ длъжността началник на Националната служба за охрана.

На 27 януари 2020 г. полковник Росен Тодоров е освободен от длъжността заместник-началник на Националната служба за охрана, считано от 14 февруари 2020 г.

## Военни звания
- Лейтенант (1990)
- Старши лейтенант (1993)
- Капитан (1997)
- Майор (2000)
- Подполковник (2003)
- Полковник (2006)

## Образование
- НВУ „Васил Левски“ (1986 – 1990)
- Военна академия „Г.С. Раковски“ (2016)